# 뒤쥐
뒤쥐(학명:Sorex caecutiens)는 땃쥐과에 속하는 포유류의 일종이다. 몸길이 6-7cm. 주둥이가 길어 뾰족하게 튀어나왔고 꼬리에 털이 많은 것이 특징이다. 몸빛깔은 윗면은 회갈색이거나 밤색이며 몸 아랫면은 연한 올리브색을 띤 회색 또는 담황색이다. 몸 옆구리에 악취가 나는 분비선이 있고, 초여름에 4-7마리의 새끼를 여러 번 낳는다. 새끼는 태어날 때 눈이 감겨 있다. 삼림·초원·들에 서식하며 밤에 나와 곤충·거미·달팽이 등을 먹고 산다. 한국·일본·만주·북아프리카 등지에 분포한다.

## 같이 보기
- 한국의 포유동물